# Gerthsen Physik
Gerthsen Physik er en tysk-sproget grundbog i fysik skrevet i 1948 af den dansk-tyske fysiker Christian Gerthsen. Bogen er en af de mest kendte og anvendte fysik-lærebøger på tysk. Bogen giver en indføring i eksperimentalfysik med et dækkende pensum svarende til 1. semesters-niveau på højere læreanstalter.

## Om tilblivelsen
Gerthsen Physik blev første gang udgivet Tyskland i 1948 via forlaget Volk und Wissen. Man havde fået udleveret udskrifter af Christian Gerthsens forelæsninger fra Humboldt-Universität zu Berlin, som han afholdt i årene 1946-47. Efter Gerthsens død i 1956 overtog Hans Otto Kneser rettighederne[kilde mangler] fra 5. udgave af bogen (1958) under redaktionsnavnet Gerthsen–Kneser–Vogel, og efter 12. udgave i 1974 blev det fysikeren Helmut Vogel der ikke alene overtog rettighederne, men også udvidede bogen med øvelser og opgaver til de studerende. Det mundede ud i Probleme aus der Physik som var den 13. udgave (1977). Dieter Meschede har siden 2002 (21. udgave) haft rettighederne til bogen.[kilde mangler]

## Den aktuelle udgave
Den 23. udgave er på 1.162 sider, indeholdende bl.a. 94 tabeller, 105 gennemprøvede udregningsøvelser samt 1.074 opgaver (med løsninger) og en Cd-rom med 30 billedanimationer af Relativitetsteorien. I anledning af Einsteinåret 2005 blev der tilføjet et ekstra kapitel om relativitetsteori, hvori den såkaldte 4-vektor indgik som illustration. Fra og med den 24. udgave (2010) ændredes bogen mærkbart, og især kapitlet om mekanik undergik en forandring, ligesom antallet af studieopgaver reduceredes kraftigt. I den 25. (og foreløbigt seneste) udgave fra 2015 har man valgt at tilpasse denne til Bachelor-studierne på de tyske fysikuddannelser.
Foruden den klassiske mekanik (herunder en beskrivelse af Kaosteorien), omfatter bogen ligeledes ”Svingninger og Bølger”, ”Termodynamik og "Statistisk mekanik”, ”Elektromagnetisme”, ”Optik”, ”Indføring i Relativitetsteori og Kvantemekanik”, ”Atomfysik”, ”Faststoffysik”, ”Kernefysik” samt ”Partikelfysik”.